# Circle Regenerated
Circle Regenerated è il sesto full-length della melodic death metal band finlandese Norther. Inoltre è il primo disco dopo l'uscita del frontman Petri Lindroos, nonché ultimo membro originale della band.

## Tracce
1. Through It All – 3:46
2. The Hate I Bear – 4:07
3. Truth – 4:04
4. Some Day – 4:49
5. Break Myself Away – 4:06
6. Believe – 4:23
7. Falling – 4:22
8. We Do Not Care – 4:16
9. The Last Time – 4:17
10. Closing In – 5:49

### Tracce bonus nell'edizione limitata
1. New Beginning 3:36
2. Hear You Call My Name 3:18
3. Bimbo 3:29

## Formazione
- Aleksi Sihvonen - voce death
- Kristian Ranta - chitarra, voce
- Jukka Koskinen - basso
- Tuomas Planman - tastiere
- Heikki 'Kermis' Saari - batteria
- Daniel Freyberg - chitarra